# Łopawsze
Łopawsze (ukr. Лопавше) – wieś na Ukrainie w rejonie demidowskim, obwodu rówieńskiego.